# Gentes originarie
Le gentes originarie sono gli arcaici clan familiari romani che sarebbero esistiti al momento della nascita di Roma.
Secondo lo storico Tito Livio, al tempo della fondazione di Roma sarebbe avvenuta la federazione di un gruppo di clan preesistenti sotto l'azione unificatrice di Romolo, a cui si aggiunsero (per le vicende conseguenti al ratto delle sabine) molte famiglie venute al seguito di Tito Tazio, realizzando la fusione del popolo romano con quello dei Sabini. Secondo Tito Livio le gentes originarie sarebbero state un centinaio, distribuite nelle tre antiche tribù dei Ramnes, dei Tities e dei Luceres. 
Secondo questa interpretazione Roma sarebbe sorta dall'integrazione di tre popoli: Latini, Sabini ed Etruschi.

## Storia
Romolo per primo avrebbe riunito in assemblea i capi (o "patres", da cui il termine "patrizio") di queste cento famiglie originarie, dando origine al Senato, in origine organo consultivo del re.
Non disponiamo di un elenco completo delle cento gentes originarie; tuttavia è possibile individuare alcuni tra i più antichi gruppi familiari insediatisi nella zona della Roma arcaica in base alle testimonianze storiche, ai ritrovamenti archeologici, alle fonti epigrafiche. Alcune tra quelle che riportiamo sono famiglie romane molto famose, altre sono meno note, specialmente quelle che si estinsero presto lasciando limitate tracce dei loro discendenti nelle magistrature dell'età repubblicana.
Nell'ambito delle cento gentes originarie Theodor Mommsen aveva distinto un gruppo di gentes particolarmente antiche, dalle quali derivano i nomi delle antiche Tribù territoriali di Roma, nel cui territorio avevano i propri "Pagi", cioè i loro possedimenti coltivati. I capi delle gentes erano grandi proprietari terrieri che potevano contare sull'aiuto dei loro clienti che si mettevano alle loro dipendenze ricevendo in cambio aiuto economico e protezione.
Tra le antichissime gentes sopravvissute anche nei secoli successivi il Mommsen riporta le seguenti:
- Aemilia
- Cornelia
- Fabia
- Horatia
- Menenia
- Papiria
- Romilia (considerata dal Mommsen la famiglia autoctona più antica, per la sua omonimia con Roma stessa; dovrebbe identificarsi con il clan di Romolo).
- Sergia
- Veturia (o Voturia).

Tra le gentes che si estinsero precocemente, il Mommsen ricorda invece le seguenti:
- Camilia
- Galeria
- Lemonia
- Pollia
- Pupinia
- Voltinia.

Sempre nell'ambito delle gentes originarie, alle famiglie menzionate dal Mommsen si dovrebbero aggiungere due antichissime gentes ricordate dallo storico Tito Livio nei racconti volti a spiegare le origini del Lacus Curtius:
- Curtia, di antichissima origine sabina, a cui appartenne il valoroso comandante Mettio Curzio;
- Hostilia, famiglia di origine di Osto Ostilio e del suo discendente e futuro terzo re di Roma Tullo Ostilio: rientrerebbe tra le gentes di origine romana, ma non è da escludersi la possibile origine sabina del suo mitico capostipite Ostio;

Altre antiche gentes di origine sabina sono le seguenti:
- Pompilia, a cui appartenne Numa Pompilio, secondo re di Roma.
- Marcia, a cui appartenne Anco Marzio, quarto re di Roma.
- Valeria, che sarebbe giunta al seguito di Tito Tazio e divenne una delle famiglie più ragguardevoli in età repubblicana.

Alle gentes originarie potrebbe inoltre appartenere, in considerazione delle sue antichissime origini leggendarie troiane e quindi albane la gens
- Iulia, famiglia di origine di Gaio Giulio Cesare e della Dinastia giulio-claudia.

Trattando delle gentes originarie il Mommsen ricorda anche l'antichissimo stanziamento della tribù della gens Claudia, di antica origine sabina, nella zona dell'Aniene; tuttavia il suo insediamento effettivo a Roma risalirebbe "soltanto" al V secolo a.C. Seguì poi tra V e III secolo la graduale integrazione delle elites aristocratiche dei popoli annessi quali Equi, Volsci, Marsi, Sanniti etc.